# Piața Constituției

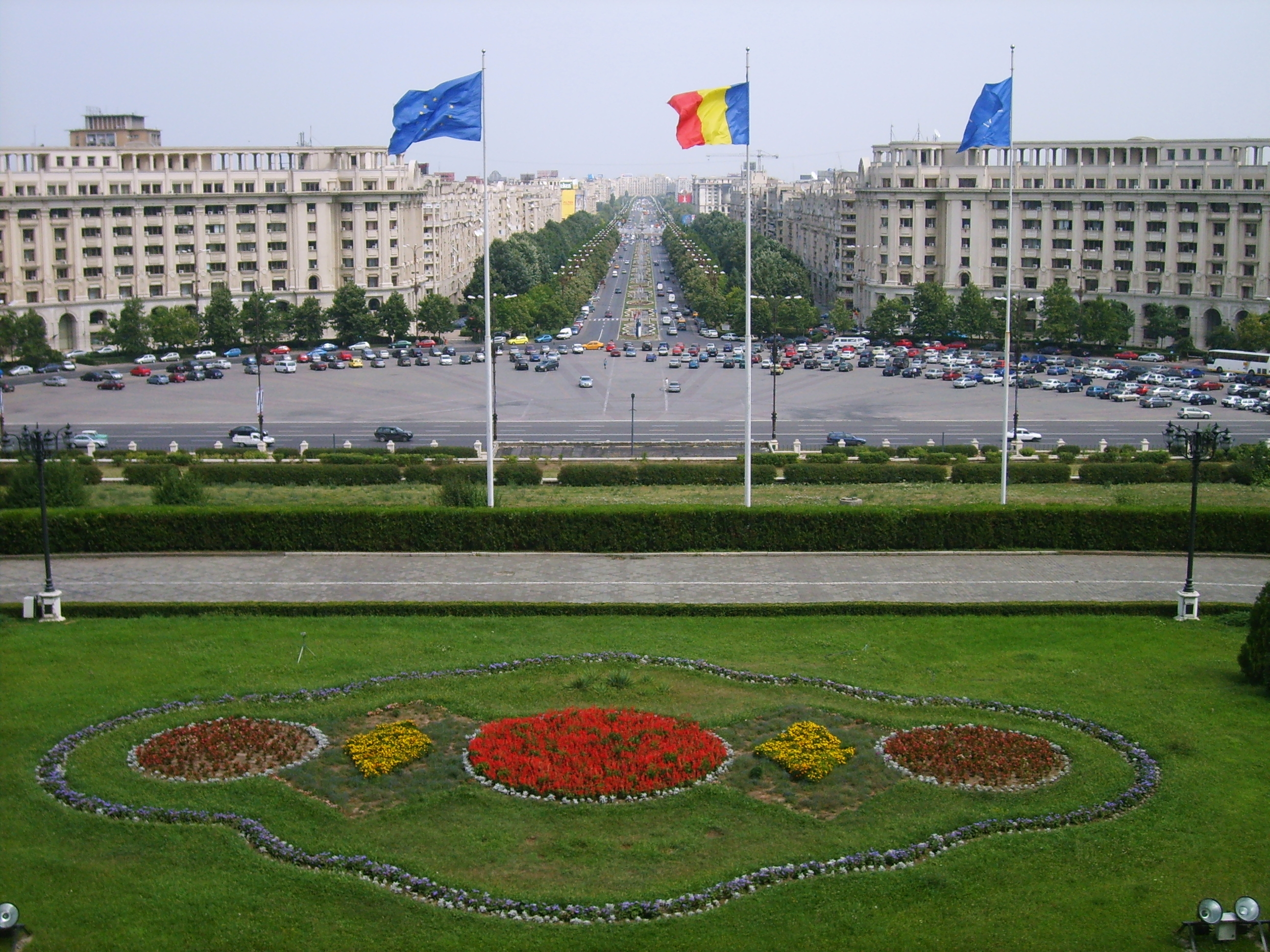
Piața Constituției widziany z budynku Parlamentu

Piața Constituției (Plac Konstytucji) – znany również jako Plac Pałacowy, jest jednym z największych placów w centrum Bukaresztu, stolicy Rumunii. Plac znajduje się przed Pałacem Parlamentu (największym budynkiem w Europie) i jest podzielony na pół przez Bulevardul Unirii i przez Bulevardul Libertății. Plac jest jednym z najlepszych miejsc do organizacji koncertów i parad w Bukareszcie. Co roku burmistrz Bukaresztu organizuje na tym placu imprezę noworoczną. Plac ten służy również do organizowania parad wojskowych na cześć Narodowego Dnia Rumunii.